# Мурзіно (Бурятія)
Мурзіно (рос. Мурзино) — село Кабанського району, Бурятії Росії. Входить до складу Сільського поселення Твороговське.
Населення — 48 осіб (2015 рік).